# Coupe du monde de saut à ski 1991-1992
Navigation
Édition précédente Édition suivante
L'édition 1991/1992 de la coupe du monde de saut à ski est une compétition sportive internationale rassemblant les meilleurs athlètes mondiaux pratiquant le saut à ski. Elle s'est déroulée entre le 1er décembre 1991 et le 29 mars 1992 et a été remportée par le Finlandais Toni Nieminen suivi des Autrichiens Werner Rathmayr et Andreas Felder.

## Jeux Olympiques de 1992
Cette même année eurent lieu les Jeux Olympiques d'  Albertville.

## Classement général
| Rang | Nom                | Pays            | Points |
| ---- | ------------------ | --------------- | ------ |
| 1    | Toni Nieminen      | Finlande        | 269    |
| 2    | Werner Rathmayr    | Autriche        | 229    |
| 3    | Andreas Felder     | Autriche        | 218    |
| 4    | Ernst Vettori      | Autriche        | 205    |
| 5    | Stephan Zünd       | Suisse          | 147    |
| 6    | Mikael Martinsson  | Suède           | 132    |
| 7    | František Jež      | Tchécoslovaquie | 127    |
| 8    | Andreas Goldberger | Autriche        | 123    |
| 9    | Noriaki Kasai      | Japon           | 115    |
| 10   | Martin Höllwarth   | Autriche        | 112    |

## Résultats
| Date              | Lieu                   | Vainqueur                                                                       | Deuxième                                                                       | Troisième                                                                       |
| ----------------- | ---------------------- | ------------------------------------------------------------------------------- | ------------------------------------------------------------------------------ | ------------------------------------------------------------------------------- |
| 1er décembre 1991 | Thunder Bay            | Toni Nieminen                                                                   | Ari-Pekka Nikkola                                                              | Stefan Horngacher                                                               |
| 2 décembre 1991   | Thunder Bay            | Ernst Vettori                                                                   | Mike Holland                                                                   | Stephan Zünd                                                                    |
| 14 décembre 1991  | Sapporo                | Werner Rathmayr                                                                 | Staffan Tällberg                                                               | František Jež                                                                   |
| 15 décembre 1991  | Sapporo                | Werner Rathmayr                                                                 | Stephan Zünd                                                                   | Werner Haim                                                                     |
| 29 décembre 1991  | Oberstdorf             | Toni Nieminen                                                                   | Werner Rathmayr                                                                | Stephan Zünd                                                                    |
| 1er janvier 1992  | Garmisch-Partenkirchen | Andreas Felder                                                                  | Toni Nieminen                                                                  | Stephan Zünd                                                                    |
| 4 janvier 1992    | Innsbruck              | Toni Nieminen                                                                   | Andreas Goldberger                                                             | Andreas Felder                                                                  |
| 6 janvier 1992    | Bischofshofen          | Toni Nieminen                                                                   | Martin Hoellwarth                                                              | Franci Petek                                                                    |
| 10 janvier 1992   | Predazzo               | Martin Hoellwarth                                                               | Mikael Martinsson                                                              | Staffan Tällberg                                                                |
| 12 janvier 1992   | Predazzo               | Autriche - Werner Rathmayr - Ernst Vettori - Martin Hoellwarth - Andreas Felder | Finlande - Vesa Hakala - Ari-Pekka Nikkola - Raimo Ylipulli - Toni Nieminen    | Suisse - Yvan Vouillamoz - Martin Trunz - Sylvain Freiholz - Stephan Zünd       |
| 17 janvier 1992   | St. Moritz             | Andreas Felder                                                                  | Werner Rathmayr                                                                | Martin Hoellwarth                                                               |
| 19 janvier 1992   | Engelberg              | Andreas Felder                                                                  | Stephan Zünd                                                                   | Werner Rathmayr                                                                 |
| 25 janvier 1992   | Oberstdorf             | Werner Rathmayr                                                                 | Andreas Felder                                                                 | Andreas Goldberger                                                              |
| 26 janvier 1992   | Oberstdorf             | Werner Rathmayr                                                                 | Andreas Felder                                                                 | Mikael Martinsson                                                               |
| 29 février 1992   | Lahti                  | Toni Nieminen                                                                   | Ernst Vettori                                                                  | Noriaki Kasai                                                                   |
| 1er mars 1992     | Lahti                  | Toni Nieminen                                                                   | Heinz Kuttin                                                                   | Andreas Felder                                                                  |
| 4 mars 1992       | Örnsköldsvik           | Ernst Vettori                                                                   | Noriaki Kasai                                                                  | Mikael Martinsson                                                               |
| 8 mars 1992       | Trondheim              | Heinz Kuttin                                                                    | Ernst Vettori                                                                  | Toni Nieminen                                                                   |
| 10 mars 1992      | Trondheim              | Toni Nieminen                                                                   | Ernst Vettori                                                                  | Ari-Pekka Nikkola                                                               |
| 15 mars 1992      | Oslo                   | Toni Nieminen                                                                   | Jiří Parma                                                                     | Martin Hoellwarth                                                               |
| 21 mars 1992      | Harrachov              | Noriaki Kasai                                                                   | Andreas Goldberger                                                             | Roberto Cecon                                                                   |
| 28 mars 1992      | Planica                | Autriche - Andreas Felder - Martin Hoellwarth - Werner Rathmayr - Heinz Kuttin  | Allemagne - Andreas Scherer - Christof Duffner - Jens Weißflog - Ralf Gebstedt | Finlande - Ari-Pekka Nikkola - Raimo Ylipulli - Risto Laakkonen - Toni Nieminen |
| 29 mars 1992      | Planica                | Andreas Felder                                                                  | Heinz Kuttin                                                                   | Toni Nieminen                                                                   |

## Liens & Source
Résultats Officiels FIS